# C'est déjà ça (chanson)
Pour les articles homonymes, voir C'est déjà ça.
Pistes de C'est déjà ça
Le Zèbre
C'est déjà ça est une chanson écrite et interprétée par Alain Souchon et composée par Laurent Voulzy sortie en 1993. La chanson dénonce les horreurs engendrées par la guerre et évoque l'arrivée des migrants dans les villes d'Europe. Issue de l'album du même nom, la chanson est sortie en single en 1995 avec la chanson Sous les jupes des filles.
Le clip est réalisé par Claire Denis et met en scène Ushari Ahmed Mahmoud dans les rues de Belleville.

## Présentation
Cette chanson a été créée à l'occasion de la campagne de soutien en faveur de trente prisonniers politiques lancée en 1992 par Amnesty International, (les droits SACEM de Voulzy et Souchon ont été abandonnés au profit d'Amnesty International).
La chanson est un hymne à la tolérance, elle évoque l'arrivée d'un migrant soudanais à Paris, qui, après la seconde guerre civile soudanaise, «rêve que Soudan mon pays soudain se soulève» mais se trouve déjà heureux de vivre dans un pays en paix « Je suis dans une belle ville / C'est déjà ça / Si loin de mes antilopes / Je marche tout bas ». Cependant, la chanson dénonce l’indifférence et l'intolérance des Européens face aux situations difficiles des migrants et le racisme qui va avec.[réf. nécessaire]

## Reprise
- En 1999, la chanson a été reprise par les Enfoirés, sur l'album Dernière Édition avant l'an 2000 avec Renaud, Zazie, Coumba Gawlo, Marc Lavoine et Dan Ar Braz.
- En 2014, elle est reprise par Tryo sur l'album Né quelque part